# 白小姐
《白小姐》是一部2018年上映的韓國電影，由李智元導演執導，韓志旼、童星金詩雅及李熙俊主演。此電影講述為了保護自己而留下前科的白尚雅，遇到了一個被世界遺棄和自己經歷相似的孩子智恩，為了守護這孩子與殘酷的世界展開了對抗的故事。

## 演員陣容

### 主要演員
- 韓志旼 飾演 白向雅
- 金詩雅 飾演 智恩
- 李熙俊 飾演 张燮

### 其他演員
- 權昭賢 飾演 周美景
- 尹頌雅 飾演 社工
- 全锡浩 飾演 裴刑警
- 白秀章 飾演 金一坤
- 李周英 飾演 劉薔薇
- 張英南 飾演 鄭明淑
- 金善映 飾演 張後南
- 李姃垠 飾演 按摩店老闆娘
- 趙敏俊 飾演 姜刑警
- 金俊範 飾演 趙班長
- 鄭京浩 飾演 派出所長
- 劉貞萊 飾演 女警
- 金浩昌 飾演 警察
- 琴東賢 飾演 超市大叔
- 金寶敏 飾演 童年的白尚雅
- 河敏 飾演 藥劑師
- 成賢美 飾演 超市大審
- 朴基善

## 獎項
| 年度 | 頒獎典禮                                 | 獎項                      | 入圍者     | 結果 |
| ---- | ---------------------------------------- | ------------------------- | ---------- | ---- |
| 2018 | 第38屆韓國電影評論家協會獎               | 最佳女主角                | 韓志旼     | 獲獎 |
| 2018 | 第38屆韓國電影評論家協會獎               | 最佳女配角                | 權素賢     | 獲獎 |
| 2018 | 第38屆韓國電影評論家協會獎               | 傑出電影(11部之一)        | 《白小姐》 | 獲獎 |
| 2018 | 第39屆青龍電影獎                         | 最佳女主角                | 韓志旼     | 獲獎 |
| 2018 | 第39屆青龍電影獎                         | 最佳女配角                | 權素賢     | 提名 |
| 2018 | 第39屆青龍電影獎                         | 最佳新人導演獎            | 李智元     | 提名 |
| 2018 | 第5屆韓國電影製作人協會獎                | 最佳女主角                | 韓志旼     | 獲獎 |
| 2018 | 第19屆年度女性電影人獎                   | 人氣獎                    | 韓志旼     | 獲獎 |
| 2019 | 第13屆亞洲電影大獎                       | 最佳女主角                | 韓志旼     | 提名 |
| 2019 | 第10屆年度電影獎                         | 最佳女主角                | 韓志旼     | 獲獎 |
| 2019 | 第55屆百想藝術大獎                       | 電影作品獎                | 《白小姐》 | 提名 |
| 2019 | 第55屆百想藝術大獎                       | 電影部門 女子最優秀演技獎 | 韓志旼     | 獲獎 |
| 2019 | 第55屆百想藝術大獎                       | 電影部門 女子配角獎       | 權素賢     | 獲獎 |
| 2019 | 第55屆百想藝術大獎                       | 電影部門 新人導演獎       | 李智元     | 獲獎 |
| 2019 | 第55屆百想藝術大獎                       | 電影部門 劇本獎           | 李智元     | 提名 |
| 2019 | 第3屆Sharm El Sheikh Asian Film Festival | 最佳女主角                | 金詩雅     | 獲獎 |

## 外部連結
- NAVER電影 （页面存档备份，存于）
- DAUM電影 （页面存档备份，存于）